# Mendo Alão
D. Mendo Alão ou Alaniz (Bretanha, c. 1000, — Bragança, c. 1050), 1.º senhor de Bragança e doutras terras, foi um nobre e cavaleiro medieval que viveu na região de Bragança, contemporâneo do Rei D. Afonso VI de Leão.
Segundo o Livro Velho de Linhagens era clérigo, muito provavelmente no mosteiro de S. Salvador de Castro de Avelãs, e «filhou» uma princesa arménia (que, segundo o que se sabe, pertencia à família Arzerúnio de Vaspuracânia), quando esta se instalou no dito mosteiro, no decurso de uma peregrinação que então fazia a Santiago de Compostela.

## Genealogia
Uma hipótese sobre a ascendência de Mendo Alão, baseada na raridade do seu patronímico, Alano, dá-o como filho do Conde Alano II da Bretanha (c. 965 - d. 990), 5.º Conde de Nantes, que fugiu da Bretanha para Leão, sendo possivelmente o fundador do mosteiro de São Salvador de Castro de Avelãs. Este  casado com Princesa Joana Romães Arzerúnio da Armenia e Vaspuracânia, Europa Oriental , e filho de uma descendente sucessora do conde Oduário ou Odoário, presor de / em Chaves, que era casada com o quinto Conde de Nantes, e que possivelmente, o condé Oduario também está relacionado com a fundação do Mosteiro de Castro de Avelãs, sendo, talvez, o seu fundador.
Alguns autores franceses considerem que Alain de Bretanha morreu em 990 e que seu primo Conan I, o Torto, lhe tomou nesse ano os condados de Bretanha e de Nantes. Mas isso não é verdade, pois Conan o Torto já aparece num documento de 16 de Agosto de 976 na corte do conde Eudes de Chartres como «Conanus commes Britanniae» e o poder na Bretanha estava dividido pelo menos desde 965, como provam as cartas do Papa João XIII, e provavelmente desde 958, com a morte de Drogo.
Portanto, Conan o Torto foi conde (ou duque) da Bretanha ainda em vida de seu tio Hoel I, que só morreu em 981, assassinado justamente a mando de Conan o Torto, portanto muito antes de ter sido conde de Nantes seu tio Guerech, assassinado em 988, também a mando de Conan o Torto, sendo sepultado na abadia de Saint-Sauveur de Redon.
Conan o Torto reclamava a sucessão como neto (materno) legítimo do duque de Bretanha Alano Barba-Torta, primeiro contra o tio Hoel, duque/conde da Bretanha e conde de Nantes, e depois contra o tio Guerech, que estava nomeado bispo de Nantes mas quando soube da morte do irmão fez-se antes eleger conde de Nantes, ambos filhos bastardos do antedito Alano Barba-Torta.
Nascido cerca de 933, Guerech terá casado cerca de 964, pelo que seu filho Alano de Nantes, nasceu cerca de 965, tendo portanto cerca de 24 anos quando seu pai foi assassinado. Como ficou dito, já desde 976 que Conan o Torto se intitulava conde da Bretanha, apesar de Hoel fazer o mesmo. Não é crível que o jovem Alano lhe fizesse frente e tivesse condições para se fazer eleger conde de Nantes, e muito menos da Bretanha, ou tivesse sequer condições para manter a sua vida a salvo, depois de ver o pai e o tio assassinados.
É portanto perfeitamente aceitável não só a informação francesa de que este Alano desapareceu, mas também a informação ibérica de que se refugiou no reino de Leão. Isto mesmo refere José Carlos Lourinho Soares Machado ("Os Bragaçãos", Lisboa, 2004), seguindo a sugestão de Luiz Paulo Manuel de Menezes de Mello Vaz de São-Payo, que identifica este Alano com o D. Alano que está na origem dos senhores feudais de Bragançãos e que,  casou com a Princesa Joana Romães Arzerúnio Homaz asp da Armenia e Vaspuracânia, descendente sucessora do conde Oduarius, presor de Chaves e provável fundador do mosteiro de S. Salvador do Castro de Avelãs.
Como bem salienta Luiz Paulo Manuel de Menezes de Mello Vaz de São-Payo, o nome Alain/Alanus (Alano/Alão), para além de absolutamente desconhecido na Península Ibérica, era então propriedade exclusiva da Casa de Bretanha. O aparecimento naquela cronologia de um Alanus na Península Iberica só pode corresponder ao do despojado filho de Guerech, tendo também em conta que deu origem a uma das poucas famílias verdadeiramente feudais que aqui se conhecem.

## Casamento e descendência
Casou com uma princesa arménia, da dinastia Arzerúnio, e filha (ou neta) do rei João Senequerim Arzerúnio, (960 - 1027) último rei de Vaspuracânia, e de sua mulher Koushkoush Bagratuni da Armênia, esta filha do Rei Cacício I da Armenia. A princesa terá sido raptada quando vinha a Santiago de Compostela em peregrinação com seu pai João Senequerim visitar o corpo do apóstolo Santiago Maior de Compostela. Os turbulentos acontecimentos que então tinham lugar no seu longínquo reino de Vaspuracânia, com ameaça iminente das invasões bárbaras, justificariam esta peregrinação por parte do piedoso rei.
1. D. Fernando ou Fernão Mendes de Bragança I (1020 —?)
2. Ouroana Mendes de Bragança (c. 1020 -?) casou com Fafes Sarrazins de Lanhoso[3][4] (1020 - Batalha de Águas de Maia, Coimbra, 1071), filho do Conde Sarracino de Lanhoso e Goda Moniz